# Зизифус
Зизи́фус, или Унаби, или Ююба (лат. Ziziphus) — род цветковых растений из семейства Крушиновые (Rhamnaceae), также известный как китайский финик, мармелад и чичимак. .

## Ботаническое описание
Кустарники или деревья от мелких до среднего размера с прямыми или ветвящимися стволами. Некоторые виды вечнозелёные, другие листопадные, теряющие листву в неблагоприятные сезоны.

## Распространение
Произрастают в тропических и субтропических районах Азии и Америки, несколько видов встречается в Африке. В России произрастает на Черноморском побережье Кавказа от Туапсе до Сочи.

## Применение
Основное использование плодов зизифуса — приготовление компотов, варенья, повидла, пюре, маринадов, сухофруктов, цукатов, паст, мармелада, конфет. Плоды также используются в качестве добавок в хлеб, каши и т. п.

## Таксономия
Ziziphus Mill., 1754, The Gardeners Dictionary vol. 3.

### Виды
По информации базы данных The Plant List, род включает 53 вида:
- Ziziphus abyssinica Hochst. ex A.Rich.
- Ziziphus acutifolia (Griseb.) M.C. Johnst.
- Ziziphus amole (Sessé & Moc.) M.C. Johnst.
- Ziziphus attopensis Pierre
- Ziziphus bidens (Urb.) M.C. Johnst.
- Ziziphus celata Judd & D.W. Hall
- Ziziphus chloroxylon (L.) Oliv.
- Ziziphus cinnamomum Triana & Planch.
- Ziziphus cotinifolia Reissek
- Ziziphus cyclocardia S.F.Blake
- Ziziphus fungii Merr.
- Ziziphus guatemalensis Hemsl.
- Ziziphus hamur Engl.
- Ziziphus incurva Roxb.
- Ziziphus joazeiro Mart.
- Ziziphus jujuba Mill. typus[1] — Зизифус настоящий
- Ziziphus laui Merr.
- Ziziphus lloydii M.C. Johnst.
- Ziziphus lotus (L.) Lam. — Лотосовое дерево
- Ziziphus mairei Dode
- Ziziphus melastomoides Pittier
- Ziziphus mexicana Rose
- Ziziphus microdictya (Urb. & Ekman) M.C. Johnst.
- Ziziphus mistol Griseb.
- Ziziphus montana W.W. Sm.
- Ziziphus mucronata Willd.
- Ziziphus nummularia (Burm.f.) Wight & Arn.
- Ziziphus obovata (Urb.) M.C. Johnst.
- Ziziphus obtusifolia (Hook. ex Torr. & A. Gray) A. Gray
- Ziziphus oenopolia (L.) Mill.
- Ziziphus oxyphylla Edgew.
- Ziziphus parryi Torr.
- Ziziphus pedunculata (Brandegee) Standl.
- Ziziphus piurensis Pilg.
- Ziziphus pubescens Oliv.
- Ziziphus pubinervis Rehder
- Ziziphus reticulata DC.
- Ziziphus rignonii Delponte
- Ziziphus rivularis Codd
- Ziziphus robertsoniana Beentje
- Ziziphus rugosa Lam.
- Ziziphus saeri Pittier
- Ziziphus sonorensis S. Watson
- Ziziphus sphaerocarpa Tul.
- Ziziphus spina-christi (L.) Desf.
- Ziziphus strychnifolia Triana & Planch.
- Ziziphus taylorii (Britton) M.C. Johnst.
- Ziziphus thyrsiflora Benth.
- Ziziphus undulata Reissek
- Ziziphus xiangchengensis Y.L. Chen & P.K. Chou
- Ziziphus xylopyrus (Retz.) Willd.
- Ziziphus yucatanensis Standl.
- Ziziphus zeyheriana Sond.

По информации базы данных The Plant List, вид Зизифус мавританский (Ziziphus mauritiana Lam.) является синонимом вида Зизифус настоящий (Ziziphus jujuba Mill.).